# Хосе Пердомо
Хосе Пердомо (ісп. José Perdomo, нар. 5 січня 1965, Сальто) — уругвайський футболіст, що грав на позиції півзахисника. По завершенні ігрової кар'єри — тренер.
Виступав, зокрема, за клуб «Пеньяроль» та «Дженоа», а також національну збірну Уругваю. У складі збірної — переможець Кубка Америки.

## Клубна кар'єра
У дорослому футболі дебютував 1983 року виступами за команду «Пеньяроль», в якій провів шість сезонів, був основним гравцем команди і став дворазовим чемпіоном Уругваю у 1985 та 1986 роках, а у жовтні 1987 року Пердомо зіграв у всіх трьох матчах фіналу Кубка Лібертадорес проти колумбійської «Америки» (Калі), допомігши команді виграти звання найсильнішої команди континенту. Він також зіграв у матчі Міжконтинентального кубка 1987 року проти португальського «Порту», але тут його команда програла 1:2 і не здобула трофей.
Влітку 1989 року Пердомо уклав контракт з італійським «Дженоа». Генуезький клуб саме після тривалої перерви повернувся до Серії А і керівництво клубу вирішило підсилитись уругвайськими гравцями, так окрім Хосе у команді тоді ж з'явились і його співвітчизники Карлос Агілера і Рубен Пас. Втім Пердомо не показував впевненої гри і став відомий тим, що перед міським дербі з «Сампдорією» тренер суперників Вуядин Бошков сказав: «Якщо я відв'яжу свого собаку, він зіграє краще за Пердомо».
Загалом провівши за «Дженоа» 25 матчів у рамках Серії А, уругваєць по завершенні сезону покинув «грифонів» і надалі грав за англійський «Ковентрі Сіті» та іспанський «Реал Бетіс», але і в цих командах закріпитись не зумів. Тим не менш у складі другого 1 березня 1991 року уругваєць запам'ятався тим, що в іспанській Прімері в принциповому Севільському дербі з «Севільєю» Пердомо на 79-й хвилині забив гол, втім його команда програла 2:3.

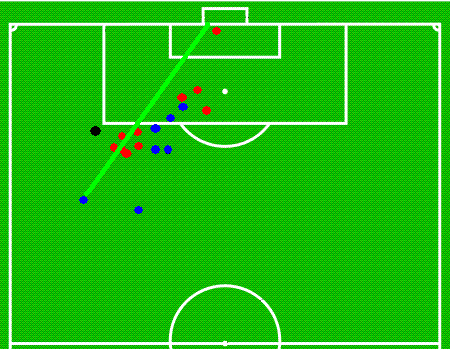
Схема «Голу землетрусу», забитого Хосе Пердомо

У 1991 році півзахисник перейшов до аргентинського клубу «Хімнасія і Есгріма». 5 квітня 1992 року, у гостьовому матчі з «Естудіантесом» у рамках Клаусури, він на 54-й хвилині забив гол зі штрафного удару з 35 метрів, який отримав назву «Гол землетрусу» (Gol del terremoto). Ця подія викликала небувалий захват у шанувальників «Хімнасії», їх стрибки під час святкування гола стали причиною поштовху силою понад шість балів за шкалою Ріхтера, зафіксованого Відділом сейсмографічної інформації департаменту погоди в Астрономічній обсерваторії Ла-Плати. За Пердомо після цього закріпилося прізвисько Terremoto (укр. землетрус).
Згодом з 1992 по 1994 рік Пердомо знову грав у складі «Пеньярол», вигравши чемпіонат країни двічі поспіль у 2003 та 2004 роках, а завершив ігрову кар'єру у команді «Басаньєс», за яку виступав протягом 1995 року. Після закінчення футбольної кар'єри став тренером.

## Виступи за збірні
Пердомо залучався до складу молодіжної збірної Уругваю, з якою брав участь у молодіжному чемпіонаті світу 1983 року у Мексиці, де зіграв у 3 іграх і став чвертьфіналістом турніру.
19 червня 1987 року дебютував в офіційних матчах у складі національної збірної Уругваю у товариській грі проти збірної Колумбії (1:2), а вже наступного місяця Пердомо був включений до заявки збірної на розіграш Кубка Америки 1987 року в Аргентині. На турнірі він зіграв у півфіналі з Аргентиною та у фіналі з Чилі (Уругвай як чинний чемпіон стартував з півфіналу). У вирішальному поєдинку Пердомо був вилучений на 88-й хвилині, втім уругвайці все-одно змогли здобути того року титул континентального чемпіона.
Згодом у складі збірної був учасником розіграшу Кубка Америки 1989 року у Бразилії, де провів два матчі першого етапу з Чилі та Аргентиною, а також усі три гри збірної у фінальному етапі з Парагваєм, Аргентиною та Бразилією і разом з командою здобув «срібло», а також чемпіонату світу 1990 року в Італії. На «мундіалі» Хосе Пердомо виходив у стартовому складі у всіх чотирьох матчах своєї команди на турнірі: групового етапу з Іспанією, Бельгією і Південною Кореєю та 1/8 фіналу з Італією.
Програний матч з італійцями став для Пердомо останнім у збірній. Загалом протягом кар'єри в національній команді, яка тривала 4 роки, провів у її формі 27 матчів, забивши 2 голи.

## Статистика виступів

### Статистика виступів за збірну
| Дата       | Місто                   | Господарі         | Результат | Гості     | Турнір                       | Голи | Примітки |
| ---------- | ----------------------- | ----------------- | --------- | --------- | ---------------------------- | ---- | -------- |
| 19-6-1987  | Монтевідео              | Уругвай           | 2 – 1     | Еквадор   | товариський матч             | 2    |          |
| 23-6-1987  | Монтевідео              | Уругвай           | 2 – 1     | Болівія   | товариський матч             | -    |          |
| 9-7-1987   | Буенос-Айрес            | Аргентина         | 0 – 1     | Уругвай   | Копа Америка 1987 - півфінал | -    |          |
| 12-7-1987  | Буенос-Айрес            | Уругвай           | 1 – 0     | Чилі      | Копа Америка 1987 - Фінал    | -    | 88'      |
| 7-8-1988   | Богота                  | Колумбія          | 2 – 1     | Уругвай   | товариський матч             | -    |          |
| 12-10-1988 | Монтевідео              | Уругвай           | 2 – 0     | Парагвай  | товариський матч             | -    |          |
| 9-11-1988  | Монтевідео              | Уругвай           | 3 – 1     | Чилі      | товариський матч             | -    |          |
| 14-12-1988 | Монтевідео              | Уругвай           | 3 – 1     | Перу      | товариський матч             | -    |          |
| 22-4-1989  | Верона                  | Італія            | 1 – 1     | Уругвай   | товариський матч             | -    |          |
| 3-5-1989   | Монтевідео              | Уругвай           | 3 – 1     | Еквадор   | товариський матч             | -    |          |
| 23-5-1989  | Кіто                    | Еквадор           | 1 – 1     | Уругвай   | товариський матч             | -    |          |
| 8-6-1989   | Санта-Крус-де-ла-Сьєрра | Болівія           | 0 – 0     | Уругвай   | товариський матч             | -    |          |
| 6-7-1989   | Гоянія                  | Уругвай           | 3 – 0     | Чилі      | Копа Америка 1989 - 1-й етап | -    |          |
| 8-7-1989   | Гоянія                  | Аргентина         | 1 – 0     | Уругвай   | Копа Америка 1989 - 1-й етап | -    |          |
| 12-7-1989  | Ріо-де-Жанейро          | Уругвай           | 3 – 0     | Парагвай  | Копа Америка 1989 - 2-й етап | -    |          |
| 14-7-1989  | Ріо-де-Жанейро          | Уругвай           | 2 – 0     | Аргентина | Копа Америка 1989 - 2-й етап | -    | 46'      |
| 16-7-1989  | Ріо-де-Жанейро          | Бразилія          | 1 – 0     | Уругвай   | Копа Америка 1989 - 2-й етап | -    |          |
| 27-8-1989  | Ліма                    | Перу              | 0 – 2     | Уругвай   | Відбір до ЧС 1990            | -    |          |
| 3-9-1989   | Ла-Пас                  | Болівія           | 2 – 1     | Уругвай   | Відбір до ЧС 1990            | -    |          |
| 17-9-1989  | Монтевідео              | Уругвай           | 2 – 0     | Болівія   | Відбір до ЧС 1990            | -    | 78'      |
| 25-4-1990  | Штутгарт                | ФРН               | 3 – 3     | Уругвай   | товариський матч             | -    |          |
| 18-5-1990  | Белфаст                 | Північна Ірландія | 1 – 0     | Уругвай   | товариський матч             | -    |          |
| 22-5-1990  | Лондон                  | Англія            | 1 – 2     | Уругвай   | товариський матч             | -    |          |
| 13-6-1990  | Удіне                   | Уругвай           | 0 – 0     | Іспанія   | ЧС 1990 - 1-й етап           | -    | 10'      |
| 17-6-1990  | Верона                  | Бельгія           | 3 – 1     | Уругвай   | ЧС 1990 - 1-й етап           | -    |          |
| 21-6-1990  | Удіне                   | Південна Корея    | 0 – 1     | Уругвай   | ЧС 1990 - 1-й етап           | -    |          |
| 25-6-1990  | Рим                     | Італія            | 2 – 0     | Уругвай   | ЧС 1990 - 1/8 фіналу         | -    | 35'      |
| Усього     |                         | Матчів            | 27        |           | Голів                        | 2    |          |

## Титули і досягнення
- Чемпіон Уругваю (5):

«Пеньяроль»: 1985, 1986, 1993, 1994, 1995
- Володар Кубка Лібертадорес (1):

«Пеньяроль»: 1987
- Володар Кубка Америки (1):

Уругвай: 1987
- Срібний призер Кубка Америки: 1989